# 施特龙斯多夫
施特龙斯多夫是奥地利下奥地利州米斯特尔巴赫县的一个市镇。总面积48.15平方公里，总人口1661人，人口密度34.5人/平方公里（2005年）。